# Bobosse (film)
Pour les articles homonymes, voir Bobosse.
Pour plus de détails, voir Fiche technique et Distribution.
Bobosse est un film français réalisé par Étienne Périer (dont c'est le premier film), sorti en 1959.

## Synopsis
Parallèle entre la vie de Bobosse, personnage théâtral qu'interprète tous les soirs Tony Varlet, et Tony lui-même. En rentrant chez lui, il a la désagréable surprise de constater l'absence de son épouse qui ne rentrera pas, comme pour Bobosse dans la pièce. Mais Tony supporte moins bien cette absence que son personnage. Il fait même scandale sur scène le lendemain. Pourtant la sagesse de Bobosse l'emportera et Tony acceptera le retour de l'épouse aimée sans demander d'explications.

## Fiche technique
- Réalisation : Étienne Périer
- Scénario : adaptation de la pièce d'André Roussin
- Adaptation : Dominique Fabre, Étienne Périer, Shervan Sidery, Frédéric Grandel
- Dialogues : André Roussin
- Assistant réalisateur : François Leterrier
- Photographie : Roger Fellous
- Opérateur : André Villard
- Musique : Yves Claoué
- Décors : Pierre Charbonnier, assisté de Jean Mandaroux, Pierre Guffroy et Robert Turlure
- Montage : Robert Isnardon
- Son : Pierre-Désiré Bertrand
- Maquillage : Michel Deruelle
- Coiffures : Huguette Lalaurette
- Photographe de plateau : Jean-Louis Castelli
- Scripte : Francine Corteggiani
- Régisseur : Hubert Mérial
- Production : Jean Thuillier
- Société de production : Les éditions cinématographiques
- Directeur de production : Irénée Leriche
- Distribution : Paramount Pictures
- Tournage du 23 septembre au 31 octobre 1958
- Pays :  France
- Format : Noir et blanc  - 35 mm
- Durée : 88 minutes
- Genre : Comédie
- Date de sortie : 
  - France : 18 mars 1959

## Distribution
- François Périer : Tony Varlet / Bobosse dans la pièce / les 10 personnages de la cour d'assises qui juge Tony dans le rêve
- Micheline Presle : Simone Naudin / Régine dans la pièce
- Jacques Jouanneau : Léon Terrail / Edgar dans la pièce
- Armande Navarre : Gilberte Noblet / Anne-Marie dans la pièce
- Jean Tissier : Louis Marussier / l'oncle Emile dans la pièce
- Jacques Fabbri : le radio-reporter dans la pièce
- Jacques Dufilho : Gaston, le majordome de Tony Varlet
- Hubert Deschamps : le souffleur
- Charles Bouillaud : le régisseur
- Paul Mercey : l'agent de police
- Piéral : le chauffeur nain
- Elisabeth Manet : Minouche, l'épouse de Tony Varlet